# Ann Brashares
 (février 2024).
Si vous disposez d'ouvrages ou d'articles de référence ou si vous connaissez des sites web de qualité traitant du thème abordé ici, merci de compléter l'article en donnant les références utiles à sa vérifiabilité et en les liant à la section « Notes et références ».
Œuvres principales
- Série Quatre Filles et un jean

Ann Brashares, née le 30 juillet 1967 à Alexandria en Virginie, est une écrivaine américaine d'ouvrages pour la jeunesse. Elle est particulièrement connue pour sa série Quatre Filles et un jean.

## Biographie
Après avoir suivi ses études à la Sidwell Friends School à Washington, D.C., elle étudie la philosophie à l'Université Columbia. Elle travaille ensuite chez un éditeur jusqu'à la publication de son premier ouvrage.
Elle vit actuellement à Brooklyn avec son mari Jacob Collins et leurs quatre enfants.

## Œuvres

### SérieQuatre Filles et un jean
1. Quatre Filles et un jean, Gallimard Jeunesse, 2002 ((en) The Sisterhood of the Traveling Pants, Delacorte Books, 2001), trad. Vanessa Rubio
2. Le Deuxième Été, Gallimard Jeunesse, 2003 ((en) The Second Summer of the Sisterhood, Delacorte Books, 2003), trad. Vanessa Rubio
3. Le Troisième Été, Gallimard Jeunesse, 2005 ((en) Girls in Pants: The Third Summer of the Sisterhood, Delacorte Books, 2005), trad. Vanessa Rubio
4. Le Dernier Été, Gallimard Jeunesse, 2007 ((en) Forever in Blue: The Fourth Summer of the Sisterhood, Delacorte Books, 2007), trad. Vanessa Rubio
5. Pour toujours, Gallimard Jeunesse, 2012 ((en) Sisterhood Everlasting, Delacorte Books, 2012), trad. Vanessa Rubio

### Romans indépendants
- (en) Girl of Lost Things, 2006
- Toi et moi à jamais, Gallimard Jeunesse, 2008 ((en) The Last Summer (of You and Me), Riverhead Books, 2007), trad. Vanessa Rubio
- Trois Amies pour la vie, Gallimard Jeunesse, 2010 ((en) 3 Willows: The Sisterhood Grows, Delacorte Books, 2009), trad. Vanessa Rubio
- L'amour dure plus qu'une vie, Gallimard Jeunesse, 2011 ((en) My Name Is Memory, 2010)
- Ici et maintenant, Gallimard Jeunesse, 2014 ((en) The Here and Now, 2014)
- Ces liens qui nous séparent, Gallimard Jeunesse, 2017 ((en) The Whole Thing Together, 2017)

### Essais
- (en) Linus Torvalds, Software Rebel, 21st Century, 2001
- (en) Steve Jobs: Think Different, Millbrook Press, 2001
- (en) Keep in Touch: Letters, Notes, and More from the Sisterhood of the Traveling Pants, 2005